# 伯恩哈德·拉松
伯恩哈德·拉松（瑞典語：Bernhard Larsson，1879年8月14日—1947年8月1日），瑞典前男子射击运动员。他曾代表瑞典参加1912年夏季奥林匹克运动会射击比赛，获得一枚金牌和一枚铜牌。